# Circonscription de Geladen
La circonscription de Geladen est une des 23 circonscriptions législatives de l'État fédéré Somali (Ethiopie), elle se situe dans la Zone Werder. Son représentant actuel est Umer Tahir Hosh.